# Omanosaura
Omanosaura is een geslacht van hagedissen uit de familie echte hagedissen (Lacertidae).

## Naam en indeling
De wetenschappelijke naam van de groep werd voor het eerst voorgesteld door Daniela Lutz, Wolfgang Bischoff en Werner Mayer in 1986. Er zijn twee soorten die eerder tot het geslacht Lacerta werden gerekend.

## Verspreiding en habitat
De hagedissen komen voor op het Arabisch Schiereiland en leven endemisch in het Omangebergte in de landen Oman en de Verenigde Arabische Emiraten. De wetenschappelijke geslachtsnaam Omanosaura betekent letterlijk 'hagedis van Oman'.
De habitat bestaat uit droge, rotsige omgevingen. Ook door de mens aangepaste streken worden getolereerd, zoals plantages en tuinen.

## Beschermingsstatus
Door de internationale natuurbeschermingsorganisatie IUCN is aan beide soorten een beschermingsstatus toegewezen. De soorten worden beschouwd als 'veilig' (Least Concern of LC).

## Soorten
Het geslacht omvat de volgende soorten, met de auteur en het verspreidingsgebied.
| Naam                | Auteur          | Verspreidingsgebied                |
| ------------------- | --------------- | ---------------------------------- |
| Omanosaura cyanura  | Arnold, 1972    | Oman, Verenigde Arabische Emiraten |
| Omanosaura jayakari | Boulenger, 1887 | Oman, Verenigde Arabische Emiraten |